# Razbor pri Čemšeniku
Razbor pri Čemšeniku je naselje v Občini Zagorje ob Savi.